# Bariera orograficzna
Bariera orograficzna – krawędzie łańcuchów górskich lub wyżyn będące przeszkodą dla swobodnego przepływu masy powietrza. Bariery orograficzne wymuszają prądy anabatyczne i katabatyczne, wpływają na rozkład opadów i wędrówkę cyklonów. Wywołany barierą opad jest określany jako opad orograficzny, pionowy ruch powietrza  – prąd orograficzny.
Analiza rozkładu opadów w Karpatach wskazuje na to, że na rozkład i intensywność opadów w pobliżu gór mają wpływ nie tylko wysokie bariery ale też progi o niewielkiej wysokości (200 m).
Bariera orograficzna zwane jest też; barierą górską, progiem morfologicznym.